# Docker (Kumbria)
Docker – civil parish w Anglii, w Kumbrii, w dystrykcie (unitary authority) Westmorland and Furness. W 2001 roku civil parish liczyła 55 mieszkańców.